# شعب تيمني
شعب تيمني أو تيمن أو تيماني، هي مجموعة عرقية في غرب أفريقيا. وتتواجد في الغالب في الأجزاء الشمالية الغربية والوسطى من سيراليون، فضلًا عن تواجدهم في العاصمة فريتاون. كما يوجد البعض منهم في غينيا. يشكل شعب تيمني أكبر مجموعة عرقية في سيراليون، حيث تبلغ نسبتهم 35% من مجموع السكان، وهي نسبة تزيد قليلًا عن نسبة شعب مندي التي تبلغ نسبتهُ 31%. يتحدث تيمنيون لغة ميل، وهي فرع من لغات نيجرية كنغوية.
من المحتمل أن يكون أصل شعب تيمني من منطقة فوتاجلون في غينيا، الذين تركوا مستوطناتهم الأصلية هربًا من غزوات شعب فولاني وهاجروا جنوبًا قبل الاستيطان بين نهر كولنتي ونهر روكل في سيراليون في القرن الخامس عشر. وكان دينهم التقليدي بورو وبوندو. وصل الإسلام إلى شعب تيمني في سيراليون عن طريق التجار المسلمين، ومع مرور الوقت تحول معظم تيمنيون إلى الإسلام. وخلال الحقبة الاستعمارية، تحول البعض إلى المسيحية. وبقي البعض على دينهم التقليدي.
يمتهن التيمنيون تقليديًا مهنة الزراعة، كزراعة الأرز والكسافا والدخن وجوزة الكولا. وتشمل محاصيلهم النقدية أيضًا الفول السوداني والتبغ. كما أن بعض تيمنيون هم من الصيادين والحرفيين والتجار. مجتمع تيمني هو مجتمع أبوي. وقد ظهر نظامًا سياسيًا لا مركزي مع رؤساء القرى، وطبقات اجتماعية هرمية. كان شعب تيمني أحد المجموعات العرقية التي كانت ضحية تجارة الرقيق التي تم تداولها آنذاك في جميع أنحاء جنوب الصحراء الكبرى وعبر المحيط الأطلسي حتى تصل إلى المستعمرات الأوروبية.